# Франсуа де Лален
Франсуа де Лален (фр. François de Lalaing; 1577, Монс — 11 февраля 1590, Дуэ) — 4-й граф де Лален, барон д’Экорне, сеньор де Ваврен.

## Биография
Сын Филиппа II де Лалена и Маргариты де Линь.
В возрасте пяти лет наследовал отцу. В его правление король Испании ввел гарнизон в замок Лален для защиты окрестной страны от набегов, совершавшихся отрядами французского губернатора Камбре Баланьи.
Умер в 12 лет, после чего семейные владения перешли к его сестре Маргарите.
Погребен в церкви Лаллена; мать поместила на надгробии латинскую стихотворную эпитафию, сочиненную Адриеном де Рулером из Лилля, преподавателем поэзии в Маршьеннском коллеже.
Piis maniebus D. Francisci comitis Lalani Philippi hœredis filii que scornatiorum dinastœ, baronis Wavrinii et albinianœ in caluacis clientelœ patroni collegii Marchianensis dum vixit siudiosi mnemosyni loco posuit Margareta Arembergica mater.
«Благочестивым рукам сеньора Франциска графа Лалана наследника Филиппа и его сына Скорнатийского династа, барона Вавринии и патрона альбинианской клиентелы как и живущих в Мархинийской коллегии Маргарита Арембергская его мать воздвигла это место как память».

Terre mori, formose Morine heroas et illos

Quos Lalanigenum fers super astra genus?

Ante vicem meritis ieras vertutibus annos

Ante diem vertus, mors fuit ante diem

Quem phœbum carites, rex nestora patria patrem

Speravere sibi tres puer unus obiit.

3° Idus febvrarii anno Domini M.DXC œtalis suœ 12

Adrianus de Roulers insulanus mœstus edidit.

Должен ты был умереть, прекрасное дитя Моринии

Как и эти герои Лаланского рода вознесшие его до звезд?

Прежде ухода проявил доблести не по летам

Прежде времени доблесть, прежде времени смерть

Надежды на милости Феба, царя как Нестора, отечество отцов

Все три почили с одним ребенком.

Третьего перед февральскими идами лета Господня 1590 и его 12 года

Адриан из Рулера инсуланец в скорби написал.